# Nationaal park Pic Macaya
Het Nationaal park Pic Macaya (Frans: Parc National Pic Macaya) is een van de twee nationale parken van Haïti. Het park is 20 km² groot. Het ligt in het zuiden van het land, op het schiereiland Tiburon.
Het park is erg bergachtig. Het maakt deel uit van het Massif de la Hotte. Het hoogste punt is de berg Pic Macaya, met 2347 meter de op een na hoogste berg van het land. Het park bevat een van de grootste stukken overgebleven nevelwoud van het land. In het park bevindt zich bedreigde flora en fauna. Sommige van de soorten zijn endemisch op het eiland Hispaniola.